# الملويلص
قرية الملويلص وهي قرية تتبع مدينة هبهب وتقع في محافظة ديالى شرق العراق.